# 인천청람중학교
인천청람중학교(仁川靑藍中學校)는 대한민국 인천광역시 서구 청라동에 있는 공립 중학교이다.

## 학교 연혁
- 2013년 12월 26일 : 인천청람중학교 착공
- 2014년 7월 28일 : 인천청람중학교 24(1)학급 설립 인가
- 2015년 1월 4일 : 인천청람중학교 준공
- 2015년 3월 1일 : 초대 이정식 교장 취임
- 2015년 3월 3일 : 인천광역시 서구 청라커낼로 335에서 개교(1학년 8학급)
- 2015년 3월 3일 : 입학식(입학생 243명)
- 2018년 2월 8일 : 졸업식(졸업생 239명)
- 2020년 3월 1일 : 제3대 김상철 교장 취임
- 2024년 1월 5일 : 제7회 졸업식(졸업생 305명, 누계 2,002명)
- 2024년 3월 4일 : 입학식(입학생 306명)

## 참고 자료
- 인천청람중학교 - 한국교육학술정보원 학교알리미